# Saint-Julien-de-Chédon
Saint-Julien-de-Chédon – miejscowość i gmina we Francji, w Regionie Centralnym, w departamencie Loir-et-Cher.
Według danych na rok 2008 gminę zamieszkiwały 724 osoby, a gęstość zaludnienia wynosiła 73 osoby/km².